# Condado de Miranda del Castañar
El condado de Miranda del Castañar es un título nobiliario español concedido por Enrique IV de Castilla en 1457 a Diego López de Zúñiga y Guzmán, señor de Puebla de Santiago del Campo Arañuelo y Candeleda. Su nombre se refiere al municipio salmantino de Miranda del Castañar. Tiene asignada Grandeza de España originaria.

## Historia
El título se fue trasmitiendo por línea de varón, hasta que, María de Zúñiga Avellaneda y Bazán, VI condesa de Miranda del Castañar, casó con su tío carnal Juan de Zúñiga Avellaneda y Bazán, I duque de Peñaranda de Duero, pasando a ser uno más de los títulos del ducado de la Casa de Peñaranda.
A la muerte de Felipe López-Pacheco de la Cueva (1798), XII marqués de Villena y último descendiente directo de Diego López Pacheco, la condesa de Miranda del Castañar, María del Carmen Josefa Zúñiga y Fernández de Velasco, reclamó el señorío de Belmonte, el condado de San Esteban de Gormaz y el marquesado de Moya, poniendo un pleito al heredero del título de marqués de Villena, Diego Fernández de Velasco, que también era XIII duque de Frías. El pleito se resolvió positivamente para la condesa de Miranda del Castañar en la audiencia de Cáceres en 1816.
Fue, con la XVII condesa de Miranda del Castañar, María Francisca de Sales Palafox Portocarrero y Kirkpatrick (hermana mayor de Eugenia de Montijo, emperatriz de los franceses por su matrimonio con Napoleón III), al casar con Jacobo Fitz-James Stuart y Ventimiglia, XV duque de Alba de Tormes, con la que el condado se integró en los títulos de la Casa de Alba, donde ha permanecido hasta la fecha.

## Estructura territorial del condado
En el siglo XVIII el condado de Miranda del Castañar se dividía en dos «quartos» los de lo Llano y de la Sierra, a los que se añadían la villa de Miranda del Castañar, que se situaba entre ambos. La división del Partido de Miranda que recoge Floridablanca es la siguiente (se ponen las denominaciones originales que poseen en el documento de 1789):
- Villa de Miranda del Castañar

- Quarto de lo Llano: La Aldehuela (despoblado), Carga-manco (despoblado), Madroñal, Molinillo, Pela-Mojados (despoblado), Pinedas, Santa María de lo Llano, Santibáñez de la Sierra.

- Quarto de la Sierra: Arroyo-muerto, El Casarito, El Cabaco, Cereceda, Garci-Buey, La Nava, Val d'Águila (despoblado).

## Historia de los condes de Miranda del Castañar
- Diego López de Zúñiga y Guzmán (m. 1479/1481[2][4]) I conde de Miranda del Castañar.[5] Era hijo de Pedro de Zúñiga y de Isabel de Guzmán, señora de Gibraleón.[4]

Casó en primeras nupcias, en 1447, con Aldonza de Avellaneda, hija póstuma de Juan de Avellaneda (m. 1426), señor de Avellaneda, y de Constanza de Arellano, hija de Carlos Ramírez de Arellano, señor de los Cameros, y de Constanza Sarmiento de Villamayor. Contrajo un segundo matrimonio, el 5 de septiembre de 1470, con María de Sandoval, viuda de Diego Gómez Manrique de Lara y Castilla, I conde de Treviño, e hija de Diego Gómez de Sandoval y Rojas, I conde de Castrojeriz, y Beatriz de Avellaneda. Sucedió su hijo del primer matrimonio:
- Pedro de Zúñiga y Avellaneda (1479-5 de mayo de 1492), II conde de Miranda del Castañar.[5]

Casó con Catalina de Velasco y Mendoza, hija de  Pedro Fernández de Velasco, II conde de Haro y I condestable de Castilla y León de su linaje, y Mencía de Mendoza y Figueroa, hija, a su vez, del I marqués de Santillana. Sucedió su hijo:
- Francisco de Zúñiga Avellaneda y Velasco (m. 5 de octubre de 1536), III conde de Miranda del Castañar,[5] virrey de Navarra y mayordomo mayor de la emperatriz[5] y caballero del Toisón de Oro.

Casó con María Enríquez de Cárdenas. Sucedió su hijo:
- Francisco de Zúñiga y Avellaneda (m. 22 de junio de 1560) IV conde de Miranda del Castañar.[5]

Casó, en 1536, con María de Bazán y Ulloa, IV vizcondesa de Palacios de la Valduerna y señora de la casa de Bazán. Sucedió su hijo:
- Pedro de Zúñiga y Avellaneda (m. 5 de octubre de 1574), V conde de Miranda del Castañar[5], V vizconde de los Palacios de Valduerna, I marqués de La Bañeza, y señor de la Casa de Bazán.[11]

Casó con Juana Pacheco de Cabrera Sucedió su hija:
- María de Zúñiga y Avellaneda (m. 16 de septiembre de 1630), VI condesa de Miranda del Castañar,[5] II marquesa de Bañeza, VI vizcondesa de los Palacios de Valduerna y señora de la casa de Bazán.[11]

Casó con su tío, Juan de Zúñiga Avellaneda y Bazán, I duque de Peñaranda de Duero. Sucedió su nieto, hijo de Diego de Zúñiga y Pacheco (1590-1626), II duque de Peñaranda de Duero, y de su esposa, Francisca de Sandoval y Rojas, hija del I duque de Lerma:
- Francisco de Zúñiga y Avellaneda (1611-13 de enero de 1662), VII conde de Miranda del Castañar,[5] VII vizconde de los Palacios de Valduerna, V marqués de La Bañeza, III duque de Peñaranda de Duero, caballero de la Orden de Santiago y gentilhombre de cámara del rey.[11]

Casó el 6 de marzo de 1631, con Ana Enríquez de Acevedo, marquesa de Mirallo y III marquesa de Valdunquillo. Sucedió su hijo:
- Diego de Zúñiga Avellaneda y Bazán (m. 1 de julio de 1666), VIII conde de Miranda del Castañar,[5] IV duque de Peñaranda de Duero, VI marqués de La Bañeza, VIII vizconde de los Palacios de Valduerna, IV marqués de Valdunquillo y V marqués de Mirallo.

Sin descendencia, sucedió su hermano:
- Fernando de Zúñiga Avellaneda y Bazán (Madrid, 19 de octubre de 1647-18 de julio de 1681), IX conde de Miranda del Castañar,[5] V duque de Peñaranda de Duero, VII marqués de La Bañeza, V marqués de Valdunquillo, VI marqués de Mirallo y IX vizconde de los Palacios de Valduerna.[12]

Casó en primeras nupcias, el 8 de septiembre de 1666, con Estefanía Pignatelli de Aragón (m. 1667).
Contrajo un segundo matrimonio en Madrid (San Sebastián) el 20 de septiembre de 1673 con Ana Ventura de Zúñiga y Dávila. Sucedió su hermano:
- Isidro de Zúñiga Avellaneda y Bazán (1652-9 de mayo de 1691), X conde de Miranda del Castañar,[5] VI duque de Peñaranda de Duero, IX marqués de La Bañeza, X vizconde de los Palacios de la Valduerna, VI marqués de Valdunquillo y VII marqués de Mirallo.[12]

Casó en primeras nupcias con Ana de Zúñiga y Guzmán y, en segundas nupcias, el 29 de septiembre de 1685, con Catalina Colón de Portugal(m. 1700). Sin descendencia, sucedió su hermana:
- Ana María de Zúñiga Avellaneda y Bazán (m. 6 de octubre de 1700), XI condesa de Miranda del Castañar,[5] VII duquesa de Peñaranda de Duero, X marquesa de La Bañeza, XI vizcondesa de los Palacios de la Valduerna, VII marquesa de Valdunquillo y VIII marquesa de Mirallo.[12]

Casó, el 10 de octubre de 1669, en el Palacio Real de Madrid, con Juan de Chaves Chacón, V conde de Casarrubios del Monte, II conde de Santa Cruz de la Sierra, y II vizconde de la Calzada. Sucedió su hijo:
- Joaquín López de Zúñiga y Chaves (Madrid, 20 de julio de 1670-28 de diciembre de 1725), XII conde de Miranda del Castañar,[5] VIII duque de Peñaranda de Duero, XI marqués de La Bañeza, XII vizconde de los Palacios de la Valduerna, VIII marqués de Valdunquillo, IX marqués de Mirallo, VI conde de Casarrubios del Monte, III conde de Santa Cruz de la Sierra y III vizconde de la Calzada.[14]

Casó en primeras nupcias, el 27 de enero de 1695, con Isabel Rosa de Ayala Zúñiga y Fonseca (m. 1717) y en segundas nupcias, alrededor de 1720, con Manuela Cardeña Aguilera. Sucedió su hijo del primer matrimonio:
- Antonio de Zúñiga y Chaves (Madrid, 20 de junio de 1698-Madrid, 28 de agosto de 1765), XIII conde de Miranda del Castañar,[5] IX duque de Peñaranda de Duero, IX marqués de Valdunquillo, X marqués de Mirallo, VII conde de Casarrubios del Monte, IV conde de Santa Cruz de la Sierra, XIII vizconde de los Palacios de Valduerna, XIII marqués de La Bañeza y V vizconde de la Calzada.[14]

Casó, el 10 de noviembre de 1726, con María Teresa Pacheco Téllez-Girón y Toledo (m. 1755). Sucedió su hijo:

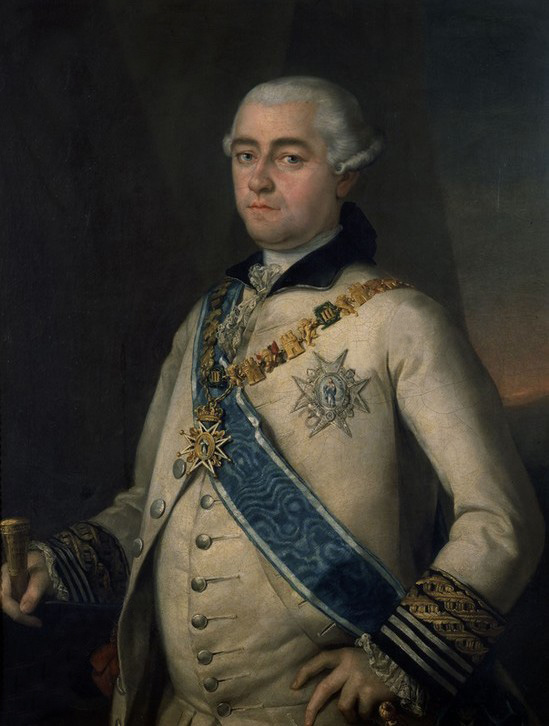
Retrato de Pedro de Alcántara López de Zúñiga, conde de Miranda del Castañar, por Goya, 1774

- Pedro de Alcántara López de Zúñiga y Chaves (m. 27 de marzo de 1790), XIV conde de Miranda del Castañar,[16] X duque de Peñaranda de Duero, XIV marqués de La Bañeza, XIV vizconde de los Palacios de la Valduerna, X marqués de Valdunquillo, XI marqués de Mirallo, VIII conde de Casarrubios del Monte y V conde de Santa Cruz de la Sierra.[17]

Casó el 10 de marzo de 1763, con Ana Fernández de Velasco y Pacheco (m. 1788). Sucedió su hija:
- María del Carmen Josefa López de Zúñiga Chaves y Velasco (4 de noviembre de 1829), XV condesa de Miranda del Castañar,[16] XI duquesa de Peñaranda de Duero, XVI marquesa de La Bañeza, XV vizcondesa de los Palacios de la Valduerna, XI marquesa de Valdunquillo, XII marquesa de Mirallo, IX condesa de Casarrubios del Monte, VI condesa de Santa Cruz de la Sierra, XV marquesa de Moya y I condesa de San Esteban de Gormaz.[17]

Caso en primeras nupcias con Pedro de Alcántara Álvarez de Toledo y Gonzaga y en segundas nupcias con José Martínez Yanguas. Sucedió su sobrino, nieto del XIII conde de Miranda del Castañar, hijo de María Francisca de Guzmán y Portocarrero —hija de María Josefa Chaves-Chacón y Pacheco, y de su esposo Cristóbal Pedro Portocarrero y Guzmán, VI marqués de Valderrabano—,y de su esposo, Felipe Antonio José de Palafox Centurión Croy D'Havre.
- Eugenio Portocarrero y Palafox (12 de febrero de 1773-18 de julio de 1834), XVI conde de Miranda del Castañar,[16] VII conde de Montijo,[18] XII duque de Peñaranda de Duero, XVII marqués de La Bañeza, XVI vizconde de los Palacios de la Valduerna, XII marqués de Valdunquillo, XIII marqués de Mirallo, X conde de Casarrubios del Monte, VII conde de Santa Cruz de la Sierra, XVI marqués de Moya, XXX conde de San Esteban de Gormaz, VIII marqués de Valderrábano, VI conde de Fuentidueña, XII marqués de la Algaba, VII marqués de Osera, VI marqués de Castañeda, X conde de Baños, XVII conde de Teba, XVI marqués de Ardales, VII conde de Ablitas y VIII vizconde de la Calzada.[19]

Casó en 1792 con María Ignacia Idiáquez y Carvajal. Sin descendencia, sucedió su hermano:
- Cipriano Portocarrero y Palafox (m. 15 de marzo de 1839), XVII conde de Miranda del Castañar, VIII conde de Montijo,[18] XIII duque de Peñaranda de Duero, XVIII marqués de La Bañeza, XVII vizconde de los Palacios de la Valduerna, XIII marqués de Valdunquillo, XIV marqués de Mirallo, XI conde de Casarrubios del Monte, VIII conde de Santa Cruz de la Sierra, IX vizconde de la Calzada, XVII marqués de Moya, XXI conde de San Esteban de Gormaz, IX marqués de Valderrábano, VII conde de Fuentidueña, XII marqués de la Algaba, VIII marqués de Osera, VII marqués de Castañeda, XI conde de Baños, VIII conde de Ablitas, X marqués de Fuente el Sol XVIII conde de Teba, XVII marqués de Ardales, X conde de Mora, prócer del reino y senador por Badajoz.[20]

Contrajo matrimonio el 15 de diciembre de 1817 con María Manuela Kirkpatrick y Grevignée (m. 1879). Sucedió su hija:
- María Francisca Portocarrero y Kirkpatrick, (m. 16 de septiembre de 1860), XVIII condesa de Miranda del Castañar,[16] IX condesa de Montijo,[18] XIV duquesa de Peñaranda de Duero, XI condesa de Mora, XIX marquesa de La Bañeza, XIV marquesa de Valdunquillo, XV marquesa de Mirallo, X marquesa de Valderrábano, XIII marquesa de la Algaba, VIII marquesa de Castañeda, XII condesa de Casarrubios del Monte, XXII condesa de San Esteban de Gormaz, VIII condesa de Fuentidueña, XVIII vizcondesa de los Palacios de la Valduerna, X vizcondesa de la Calzada, XVI marquesa de Villanueva del Fresno y XVI marquesa de Barcarrota.[20]

Casó el 14 de febrero de 1844 con Jacobo Fitz-James Stuart y Ventimiglia, XV duque de Alba. Sucedió su hijo:
- Carlos Fitz-James Stuart y Portocarrero (Madrid, 4 de diciembre de 1849-Nueva York, 15 de octubre de 1901), XIX conde de Miranda del Castañar,[16] XVI duque de Alba,[21] X conde de Montijo,[18] senador y caballero del Toisón de Oro.[21]

Casó el 10 de diciembre de 1877, con María Rosario Falcó y Osorio (m. 1904), XXI condesa de Siruela. Sucedió su hijo:
- Jacobo Fitz-James Stuart y Falcó (Madrid, 17 de octubre de 1878-Lausana, 24 de septiembre de 1953)), XX conde de Miranda del Castañar,[16] XVII duque de Alba,[21] ministro de estado e Instrucción Pública, director de la Real Academia de la Historia, embajador en Londres y caballero del Toisón de Oro.[21]

Casó el 7 de octubre de 1920 con María del Rosario de Silva y Gurtubay. Sucedió su hija:
- Cayetana Fitz-James Stuart (Madrid, 28 de marzo de 1926-Sevilla, 20 de noviembre de 2014), XXI condesa de Miranda del Castañar,[16] XVIII duquesa de Alba, etc.

Casada en primeras nupcias con Luis Martínez de Irujo y Artázcoz (1919-1972). En segundas nupcias se casó con Jesús Aguirre y Ortiz de Zárate (1934-2001). Contrajo un tercer matrimonio con Alfonso Díez Carabantes (n. 1950). Le sucedió su hijo del primer matrimonio:
- Carlos Fitz-James Stuart y Martínez de Irujo (n. Madrid, 2 de octubre de 1948), XXII conde de Miranda del Castañar,[22] XIX duque de Alba, etc.

Casó el 18 de junio de 1988 con Matilde de Solís-Beaumont y Martínez Campos, padres de Fernando Fitz-James Stuart y Solís y Carlos Fitz-James Stuart y Solís.